# Eloi Fontanella i Bonjoch
Eloi Fontanella i Bonjoch, conegut futbolísticament com a Eloi (Breda, Selva, 4 de desembre de 1980) és un futbolista català que jugà de davanter.
Es va formar a les categories inferiors del Vilobí CF, equip amb el qual va debutar a Tercera Divisió. L'any 2001 va fitxar per la UE Figueres, amb la qual va disputar 3 temporades a Segona Divisió B. L'any 2004 va fitxar pel Llevant UE, disputant una temporada i mitja al filial granota, i la mitja temporada restant a l'Almansa. L'any 2006 va fitxar per l'Alacant CF.
L'any 2007 Eloi va tornar a Catalunya, per fitxar per la UE Sant Andreu, aconseguint l'ascens a Segona Divisió B a la primera campanya i la permanència a la segona. El 2009 va fitxar pel CE L'Hospitalet, aconseguint els mateixos resultats que al club quadribarrat: ascens i permanència a Segona B en les dues temporades que va vestir la samarreta del club riberenc. El 2011 va tornar a la UE Sant Andreu.